# Brad (Filipeni), Bacău
Brad este un sat în comuna Filipeni din județul Bacău, Moldova, România.